# 廖振榘
廖振榘（?—?），廣西省平樂府平樂縣人，清朝政治人物、進士出身。
光緒二十九年（1903年），参加光緒癸卯科殿試，登進士二甲第102名。同年閏五月，授兵部郎中。